# Інвестор на ринку цінних паперів
Інвестор на ринку цінних паперів — фізична або юридична особа, яка купує цінні папери від свого імені та за свій рахунок, з метою одержання доходу чи збільшення вартості цінних паперів або набуття відповідних прав, що надаються власнику цінних паперів відповідно до чинного законодавства.